# Arrondissement de Lapalisse
L'arrondissement de Lapalisse est un ancien arrondissement du département de l'Allier. Il fut créé le 17 février 1800. En 1942, la sous-préfecture est déplacée à Vichy.

## Composition
Il comprenait les cantons de Cusset, Le Donjon, Jaligny-sur-Besbre, Lapalisse, Le Mayet-de-Montagne, Varennes-sur-Allier et Vichy.

## Sous-préfets
| Période          | Période           | Identité                       | Fonction précédente                                                                      | Observation                                                                                         |
| ---------------- | ----------------- | ------------------------------ | ---------------------------------------------------------------------------------------- | --------------------------------------------------------------------------------------------------- |
| 6 septembre 1820 | 30 septembre 1820 | Nicolas Rougier de la Bergerie | Sous-préfet de Figeac                                                                    | Nommé sous-préfet de Nérac                                                                          |
| 24 mai 1876      | 24 mai 1877       | Paul Reibell                   | Sous-préfet de Châteaulin                                                                | Nommé secrétaire général de la préfecture de l'Hérault                                              |
| 24 mai 1877      | 31 mai 1877       | Auguste Purnot                 | Sous-préfet de Montmédy                                                                  | Nommé conseiller de préfecture du Jura                                                              |
| 30 décembre 1877 | 25 mars 1879      | Louis Lépine                   |                                                                                          | Nommé sous-préfet de Montbrison                                                                     |
| 25 mars 1879     | 12 janvier 1880   | Jean Séguy-Villevaleix         | Sous-préfet de Guelma en Algérie française                                               | Devient receveur particulier des finances                                                           |
| 12 janvier 1880  | 25 novembre 1881  | Jean Génissieu                 |                                                                                          | Nommé sous-préfet de Sainte-Menehould et meurt en fonction                                          |
| 25 novembre 1881 | 20 décembre 1881  | Pierre Hutteau d'Origny        | Sous-préfet de Loudéac                                                                   | Nommé sous-préfet de Chinon                                                                         |
| 20 décembre 1881 | 8 mars 1886       | Jules Belleudi                 | Sous-préfet d'Apt                                                                        | Nommé sous-préfet de Lodève                                                                         |
| 8 mars 1886      | 12 février 1890   | Simon de Font-Réaulx           | Conseiller de préfecture du Loiret                                                       | Nommé sous-préfet de Bourganeuf                                                                     |
| 12 février 1890  | 9 mars 1890       | Salomon Weill                  | Sous-préfet de Sancerre                                                                  | Nommé sous-préfet d'Arcis-sur-Aube                                                                  |
| 9 mars 1890      | 13 octobre 1896   | Louis Chenot                   | Sous-préfet de Saint-Girons                                                              | Remplacé                                                                                            |
| 13 octobre 1896  | 19 juillet 1898   | Armand Granjux                 | Conseiller de préfecture de l'Yonne                                                      | Nommé sous-préfet d'Ussel                                                                           |
| 19 juillet 1898  | 21 octobre 1898   | Louis Launois                  | Sous-préfet de Château-Chinon                                                            | Nommé sous-préfet des Sables-d'Olonne                                                               |
| 21 octobre 1898  | 23 février 1904   | Georges Rischmann              | Sous-préfet de Die                                                                       | Nommé sous-préfet d'Avranches                                                                       |
| 23 février 1904  | 14 mars 1904      | Georges Dutois                 | Sous-préfet de Lectoure en 1901                                                          | |
| 14 mars 1904     | 30 décembre 1905  | François Astruc                |                                                                                          | Nommé secrétaire général de la préfecture de l'Allier et meurt en fonction                          |
| 3 octobre 1910   | 14 mars 1914      | Charles Vatrin                 | Sous-préfet de Parthenay                                                                 | Nommé sous-préfet de Sens                                                                           |
| 14 mars 1914     | 15 juillet 1914   | François Sibra                 | Sous-préfet de Bastia                                                                    | Nommé sous-préfet de Marmande                                                                       |
| 15 juillet 1914  | 1er juillet 1918  | Frédéric Kuenzé                | Secrétaire général de la préfecture de l'Yonne                                           | Nommé sous-préfet d'Yvetot                                                                          |
| 1er juillet 1918 | 20 février 1921   | Gaston Tabart-Robert           | Secrétaire général de la préfecture du Puy-de-Dôme par intérim                           | Nommé sous-préfet de Montluçon                                                                      |
| 20 février 1921  | 6 mars 1925       | Antoine Giacobbi               | Sous-préfet d'Argentan                                                                   | Nommé secrétaire général de la préfecture de la Moselle                                             |
| 6 mars 1925      | 6 mars 1925       | Ferdinand Lopin                | Sous-préfet de Châtillon-sur-Seine                                                       | Non installé                                                                                        |
| 6 mars 1925      | 9 août 1929       | Félix Savelli                  | Sous-préfet du Vigan                                                                     | Nommé sous-préfet de Montluçon                                                                      |
| 9 août 1929      | 19 janvier 1934   | Emile-Auguste Gardas           | Rattaché à la préfecture de l'Allier                                                     | Nommé sous-préfet d'Aubusson                                                                        |
| 19 janvier 1934  | 13 juin 1936      | René Vazon                     | Sous-préfet de Montmorillon                                                              | Devient percepteur à Verdun                                                                         |
| 27 janvier 1940  | 4 mai 1940        | Yves Gasne                     | Chef de cabinet du préfet des Bouches-du-Rhône                                           | Cessation d'effet du décret par le régime de Vichy                                                  |
| 26 avril 1940    | 30 octobre 1940   | Paul Aubignat                  | Conseiller de préfecture au conseil de préfecture interdépartemental de Clermont-Ferrand | Réintégré au conseil de préfecture interdépartemental de Clermont-Ferrand                           |
| 30 octobre 1940  | 28 août 1941      | Pierre Marage                  | Chef d'état-major du commandement supérieur des forces terrestres anti-aériennes         | Nommé préfet du Morbihan avant d'être relevé de ses fonctions à la demande des autorités allemandes |